# Коршуниха (Кировская область)
 Коршуниха  — деревня в Кирово-Чепецком районе Кировской области в составе Коныпского сельского поселения.

## География
Расположена на расстоянии примерно 25 км на запад-юго-запад по прямой от центра района города Кирово-Чепецк.

## История
Известна с 1873 года как деревня При мельнице Боровке (Коршуниха), дворов 5 и жителей 53, в 1905 (Коршунихинская) 11 и 61, в 1926 (Коршуниха) 20 и 109, в 1950 40 и 138, в 1989 9 жителей. 

## Население
Постоянное население составляло 3 человека (русские 100%) в 2002 году, 13 в 2010.